# Монтивид
Монтивид (лит. Mantvydas, пол. Monwid; нар. між 1313 і 1315 — пом. 2 лютого 1348, Стрева) — литовський князь з династії Гедиміновичів, син великого князя Гедиміна.

## Життєпис
Точно невідомо яким сином Гедиміна був Монтвид. Раніше вважалося, що він був старшим сином і народився близько 1288 р. Проте нові дослідження відкидають цю думку. Наприклад, польський історик Тенговський вважає, що він був молодшим сином великого князя і народився між 1313 і 1315 рр. Іноді Монтвід ототожнюється із гродненським князем Патрикеєм, проте нині ця версія не знаходить підтримки серед істориків. За білорусько-литовськими літописами, Монтвид отримав від батька у володіння Карачев і Слонім. За іншими джерелами, отримав кернівське князівство — саме ця версія набула широкого поширення в історіографії.
Дата смерті також залишається спірною. Вочевидь, що він помер до 1352 р., оскільки згадані у укладеному тим часом польсько-литовському договорі. Згідно з хронікою Маттіаса Нойєнбурзького, два брати литовського «короля» загинули в битві на річці Стреві 2 лютого 1348 року. Одним із братів був Наримунт-Гліб, а другим у літературі зазвичай називають саме Монтвида. Достеменно невідомо, чи був він одружений і чи мав дітей.